# Neokortex
Neokortex (fra oldgræsk νέος  "ny" og latin cortex "bark") er den del af hjernen, som ligger ovenpå det limbiske system, som igen ligger ovenpå "krybdyrhjernen" eller reptilhjernen. Det er neokortex, der hjernemæssigt adskiller pattedyrene fra alle de andre dyr.